# Slaget ved Bornholm 1563
Slaget ved Bornholm den 30. maj 1563 var indledningen på Den Nordiske Syvårskrig mellem, på den ene side Danmark-Norge (samt deres allierede Polen og Lübeck), og Sverige. En dansk flådeafdeling under ledelse af Jacob Brockenhuus skød varselsskud for at få en svensk flådeenhed til at stryge topsejlet som tegn på accept af dansk overherredømme i Østersøen. Det var den svenske »bryllupsflåde« på vej til Rostock for at hente svenskekongen Erik 14.s brud, og den dansk-norske blokadestyrke som var sendt til Bornholm for at afvente de svenske reaktioner på Danmark-Norges beslutning om at opretholde en søblokade. Erik 14. ønskede et slag, og havde instrueret admiral Jakob Bagge om at ignorere danske krav om at stryge sejlet som tegn på respekt for dansk herredømme i dansk farvand. Man ramte det svenske admiralskib »Elefanten«, og det kom til en kamp mellem de 10 danske og 19 svenske skibe. Svenskerne erobrede 4 danske skibe med hen ved 500 mand.
Slaget blev efterfulgt af en meget krænkende episode under triumftoget i gaderne i Stockholm. Brockenhuus og de mange hundrede fanger blev på ordre af svenskekongen udsat for grov ydmygelse, i strid med sæd og skik. Dermed var den nordiske syvårskrig uundgåelig mellem Danmark-Norge og Sverige.
Men den tiltænkte brud kom ikke til Rostock, hendes far ønskede ikke at blive trukket ind i storkrigen mellem de to kongeriger. Søslaget er ejendommelig nok også blevet omtalt som »bryllupsslaget« selv om der ikke blev noget ud af det planlagte bryllup.